# Баш майсторът на екскурзия
„Баш майсторът на екскурзия“ е български телевизионен игрален филм (комедия) от 1979 година на режисьора Петър Б. Василев, по сценарий на Атанас Мандаджиев. Оператор е Крум Крумов. Музиката във филма е композирана от Атанас Косев.

## Актьорски състав
| В главните роли                  | Изпълнител                                         |
| -------------------------------- | -------------------------------------------------- |
| Рангел Лелин – Баш майстора      | Кирил Господинов                                   |
| екскурзоводката                  | Светла Стоева                                      |
| Станка                           | Наталия Зубарева                                   |
| Кирето                           | Тодор Тодоров                                      |
| Величко                          | Николай Атанасов                                   |
| българинът чейнчаджия в Будапеща | Иван Танев                                         |
| Веска, жената на Баш майстора    | Веселина Николаева                                 |
| Робеспиер Гълъбов                | Юрий Яковлев                                       |
| Пенка (Пепи) Гълъбова            | Валентина Борисова                                 |
| Ясен – синът на Гълъбови         | Ясен Василев                                       |
| Жорето – синът на Баш майстора   | Любомир Фърков (като Любен Фърков)                 |
| Боби                             | Петър Гогов                                        |
| Бай Кольо                        | Моше Дворецки (като М. Дворецки)                   |
| Ветеринарният фелдшер от кораба  | Александър Благоев (като Ал. Благоев)              |
|                                  | Николай Лилянов (като Н. Лилянов)                  |
|                                  | П. Николов                                         |
|                                  | Ч. Дошков                                          |
|                                  | В. Венев                                           |
| Водкаджиев – строителен работник | Панайот Янев                                       |
|                                  | Лили Щелих                                         |
|                                  | Ст. Василев                                        |
|                                  | Илка Вълчева (не е посочена в надписите на филма)  |
| отиващ на екскурзия              | Светослав Пеев (не е посочен в надписите на филма) |

## Сюжет
Баш майсторът заминава на организирана екскурзия за Унгария. По време на пътуването се задява с продавачката от ЦУМ Станка, към която не е безразличен и младокът Величко. За да се опита да привлече вниманието ѝ, Баш майсторът пробва дори да скочи от кораба, но е спрян навреме от останалите пътници. В типичния си стил той не отива там да се наслади на забележителностите, а да върти бизнес. В Будапеща намира начин да се измъкне от групата, симулирайки травма, за да припечели от продажба на ракия. Среща се с брат си, който е ръководител на строителен обект, и го моли да го наеме на работа, докато трае екскурзията, но получава категоричен отказ. Междувременно е измамен на улицата от български чейнчаджия, който се представя за унгарски студент и предлага на Баш майстора да обмени изгодно валута. За да избие загубата, Баш майсторът се уговаря с възрастен български емигрант да му дострои къщата. За целта са нужни материали, които той решава да не купува, а се свързва със строител, работещ при брат му, и урежда кражба на арматурно желязо. В крайна сметка, въпреки че се изпокарва с брат си, с припечеленото успява да изпълни списъка с покупки, даден му от жена му Веска, както и да си набави мечтаната сенокосачка.